# Stormorvallens naturreservat
Stormorvallens naturreservat är ett naturreservat i Älvdalens kommun i Dalarnas län.
Området är naturskyddat sedan 2020 och är 112 hektar stort. Reservatet ligger väster om Särna och består fjällnaturskog på en brant sluttning och en gammal fäbod..